# Utvrda Royal
Utvrda Royal je utvrda na najvišem vrhu otoka Lokruma. 
Gradnju tvrđave je, po zauzeću Dubrovnika, započeo Napoleonov general Auguste Marmont 1806. godine, a dovršena je za vrijeme austrijske uprave oko 1835. godine.